# Aristias japonica
Aristias japonica är en kräftdjursart som beskrevs av Kroyer 1846. Aristias japonica ingår i släktet Aristias och familjen Aristiidae. Inga underarter finns listade i Catalogue of Life.